# Telšiai
Telšiai là một thành phố thuộc khu tự quản Telšiai hạt Telšiai của Litva. Thành phố được thành lập năm 1791. Dân số năm 2001 là 31.460 người. Đây là thành phố lớn thứ 12 của Litva. Thành phố là thủ phủ của hạt và của vùng Samogitia và nằm bên hồ Mastis.

## Khí hậu
| Dữ liệu khí hậu của Telšiai              | Dữ liệu khí hậu của Telšiai | Dữ liệu khí hậu của Telšiai | Dữ liệu khí hậu của Telšiai | Dữ liệu khí hậu của Telšiai | Dữ liệu khí hậu của Telšiai | Dữ liệu khí hậu của Telšiai | Dữ liệu khí hậu của Telšiai | Dữ liệu khí hậu của Telšiai | Dữ liệu khí hậu của Telšiai | Dữ liệu khí hậu của Telšiai | Dữ liệu khí hậu của Telšiai | Dữ liệu khí hậu của Telšiai | Dữ liệu khí hậu của Telšiai |
| Tháng                                    | 1                           | 2                           | 3                           | 4                           | 5                           | 6                           | 7                           | 8                           | 9                           | 10                          | 11                          | 12                          | Năm                         |
| ---------------------------------------- | --------------------------- | --------------------------- | --------------------------- | --------------------------- | --------------------------- | --------------------------- | --------------------------- | --------------------------- | --------------------------- | --------------------------- | --------------------------- | --------------------------- | --------------------------- |
| Cao kỉ lục °C (°F)                       | 8.7 (47.7)                  | 12.6 (54.7)                 | 19.3 (66.7)                 | 24.6 (76.3)                 | 30.0 (86.0)                 | 32.8 (91.0)                 | 32.2 (90.0)                 | 31.9 (89.4)                 | 28.5 (83.3)                 | 23.2 (73.8)                 | 16.4 (61.5)                 | 10.4 (50.7)                 | 32.8 (91.0)                 |
| Trung bình ngày tối đa °C (°F)           | −2.4 (27.7)                 | −1.8 (28.8)                 | 2.4 (36.3)                  | 9.4 (48.9)                  | 16.5 (61.7)                 | 20.0 (68.0)                 | 20.9 (69.6)                 | 20.4 (68.7)                 | 15.6 (60.1)                 | 10.2 (50.4)                 | 3.9 (39.0)                  | −0.1 (31.8)                 | 9.6 (49.3)                  |
| Trung bình ngày °C (°F)                  | −4.7 (23.5)                 | −4.4 (24.1)                 | −0.9 (30.4)                 | 4.8 (40.6)                  | 11.3 (52.3)                 | 14.9 (58.8)                 | 16.4 (61.5)                 | 15.7 (60.3)                 | 11.5 (52.7)                 | 7.0 (44.6)                  | 1.7 (35.1)                  | −2.3 (27.9)                 | 5.9 (42.6)                  |
| Tối thiểu trung bình ngày °C (°F)        | −7.3 (18.9)                 | −7.0 (19.4)                 | −3.8 (25.2)                 | 1.2 (34.2)                  | 6.5 (43.7)                  | 10.3 (50.5)                 | 12.2 (54.0)                 | 11.7 (53.1)                 | 8.1 (46.6)                  | 4.3 (39.7)                  | −0.2 (31.6)                 | −4.6 (23.7)                 | 2.6 (36.7)                  |
| Thấp kỉ lục °C (°F)                      | −36.4 (−33.5)               | −34.6 (−30.3)               | −25.0 (−13.0)               | −15.9 (3.4)                 | −5.9 (21.4)                 | −0.1 (31.8)                 | 4.4 (39.9)                  | 3.4 (38.1)                  | −3.5 (25.7)                 | −8.4 (16.9)                 | −22.0 (−7.6)                | −29.3 (−20.7)               | −36.4 (−33.5)               |
| Lượng Giáng thủy trung bình mm (inches)  | 55 (2.2)                    | 34 (1.3)                    | 46 (1.8)                    | 43 (1.7)                    | 44 (1.7)                    | 67 (2.6)                    | 89 (3.5)                    | 92 (3.6)                    | 80 (3.1)                    | 80 (3.1)                    | 89 (3.5)                    | 69 (2.7)                    | 788 (31.0)                  |
| Số ngày giáng thủy trung bình (≥ 1.0 mm) | 9                           | 7                           | 9                           | 8                           | 8                           | 9                           | 11                          | 11                          | 11                          | 9                           | 12                          | 12                          | 116                         |
| Nguồn: NOAA                              |                             |                             |                             |                             |                             |                             |                             |                             |                             |                             |                             |                             |                             |